# Alexandre Mendy (football, 1994)
Pour les articles homonymes, voir Alexandre Mendy et Mendy.
Alexandre Mendy est un footballeur international bissaoguinéen, né le 20 mars 1994 à Toulon (Var). Il joue au poste d'attaquant au Montpellier HSC.  
Il est le meilleur buteur de l'histoire du Stade Malherbe Caen, avec lequel il inscrit 75 buts en 175 matchs, entre 2020 et 2025.

## Biographie

### Carrière en club
Alexandre Mendy naît à Toulon. Il est le cousin de Nampalys Mendy. Jusqu'à ses 18 ans, il joue dans les équipes de jeunes du Sporting Club de Toulon. Un an après que le club toulonnais ait été relégué administrativement du CFA au niveau régional en 2011, il rejoint l'AS Cannes, dont l'équipe première évolue alors en CFA.
En 2013, il signe à l'OGC Nice, club de Ligue 1, pour intégrer l'effectif de son équipe réserve. Il joue son premier match sous le maillot niçois le 17 août 2013 contre l'US Marignane. Il dispute 12 matchs et inscrit 9 buts en CFA. Le 11 janvier 2014, il joue son dernier match de la saison contre Pau et inscrit un doublé, son troisième de la saison. Il est alors prêté au RC Strasbourg, pensionnaire du championnat de National, pour le reste de la saison. Il marque son premier but avec le Racing contre le SR Colmar au stade de la Meinau, après sept matchs sans marquer. Il inscrit un triplé le 9 mai 2014 contre l'USL Dunkerque et permet à son équipe de remporter le match sur le score de 3-0. Il finit la saison avec 13 matchs joués et 6 buts marqués et termine ainsi deuxième meilleur buteur du club alsacien.
À l'issue de la saison 2013-2014, il signe son premier contrat professionnel avec l'OGC Nice. Il est prêté pour la saison suivante au Nîmes Olympique, un club évoluant en Ligue 2.

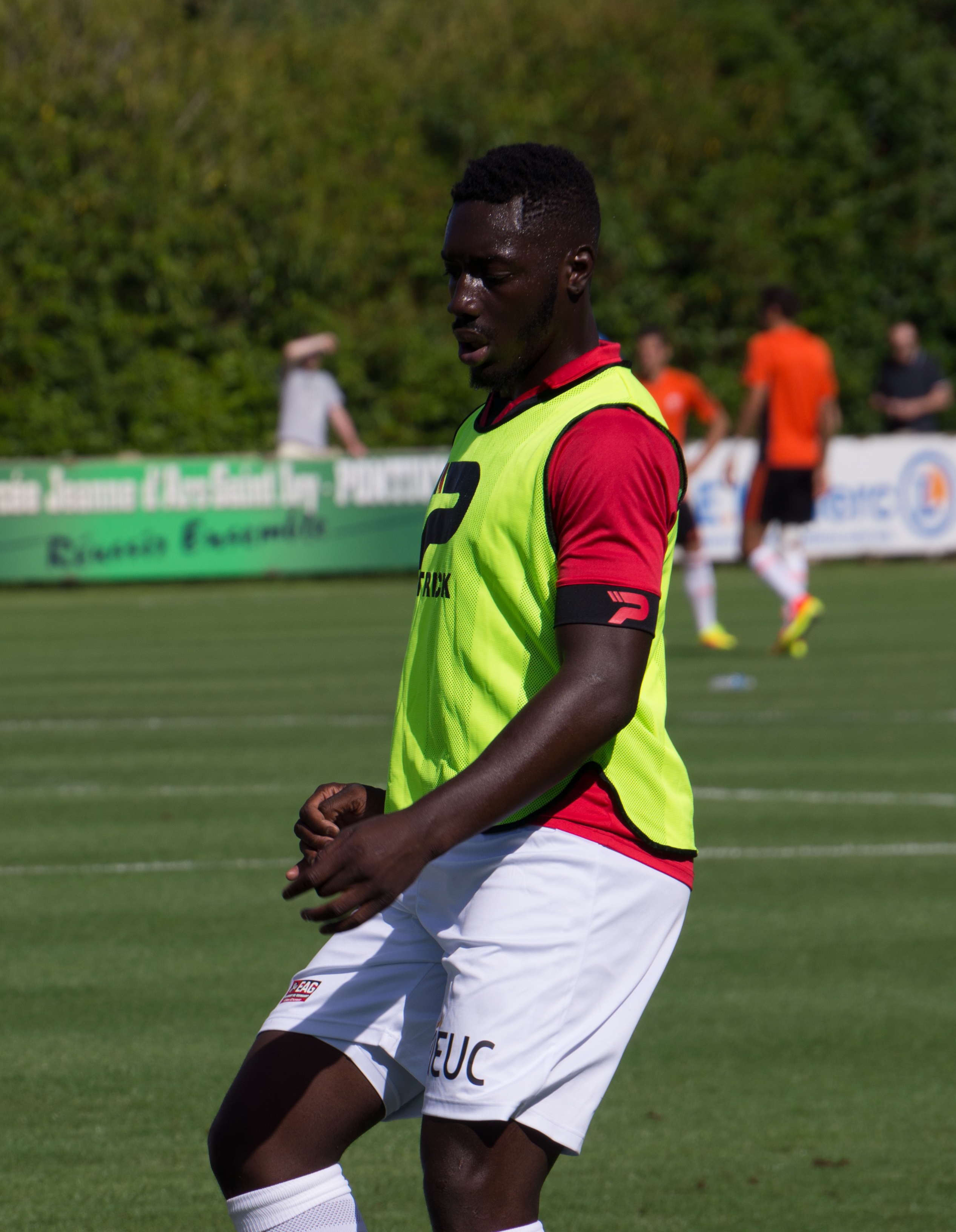
Mendy à l’entraînement en 2016.

Il revient en 2015 à Nice. Il réalise une préparation réussie et persuade le staff de lui donner sa chance. Le 22 août 2015, il dispute son premier match de Ligue 1 en entrant en jeu contre le SM Caen lors de la troisième journée de championnat. Il marque son premier but en L1 à l'occasion de la 7e journée contre Bordeaux. En Coupe de la Ligue, il signe la victoire de son equipe le 28 octobre 2015 contre Caen grâce à un doublé (2-1). Sa première saison en Ligue 1 s'achève sur bilan de 18 matchs, dont 3 en tant que titulaire, pour un but inscrit.
Le 21 juin 2016, il s'engage avec le club de l'En avant Guingamp pour trois ans. Le 26 juin 2017, il est transféré aux Girondins de Bordeaux où il paraphe un contrat de quatre ans. Le 17 décembre 2018, il est prêté à l'En avant Guingamp jusqu'à la fin de la saison, avec l'objectif de contribuer au maintien du club breton en Ligue 1.
Le 1er octobre 2020, libéré de son contrat avec les Girondins de Bordeaux, il signe pour quatre saisons avec le SM Caen en Ligue 2. Sa première saison sous le maillot caennais est compliquée, autant collectivement qu'individuellement. Il n'inscrit que 4 buts en 30 matchs de championnat et le club lutte jusqu'au bout pour le maintien. Il est le sujet d'importantes critiques sur son niveau de jeu.
Lors de sa deuxième saison à Caen, où arrive un nouvel entraîneur en la personne Stéphane Moulin, il reprend confiance et dès la première journée de la saison 2021-2022, il inscrit un triplé face à Rodez. Son entente avec Nuno Da Costa, arrivé en prêt, est saluée. Il effectue enfin une saison pleine avec 16 buts inscrits en 32 matchs de Ligue 2.
Sa troisième saison est celle de la confirmation. Titulaire indiscutable, progressant dans son registre d'attaquant, il termine sa saison avec 20 buts inscrits en 38 matches toutes compétitions confondues, dont 19 buts en Ligue 2, lui permettant de finir second meilleur buteur du championnat, et 5 passes décisives. Le 8 juillet 2023, il prolonge son contrat à Caen jusqu'en 2026, avec semble-t-il l'engagement oral des dirigeants de pouvoir quitter le club l'été suivant en cas de bonne proposition. Lors de la saison 2023-2024, il passe encore un palier en terminant meilleur buteur du championnat avec 22 réalisations. Malheureusement son équipe termine 6e, à un point des places de barragiste. Il devient le meilleur buteur de l'histoire du club en championnat, et se rapproche progressivement du record toutes compétitions confondues de Cyrille Watier,.
Pendant l'été, il est fait état de contacts avec plusieurs clubs étrangers intéressés par un transfert. Le joueur indique publiquement son choix de rejoindre le club anglais de Sunderland, mais les deux clubs ne s'entendent pas sur un transfert. Le club normand est ensuite vendu au fonds d'investissement de Kylian Mbappé, dont les nouveaux dirigeants décident de conserver Alexandre Mendy, qui entame donc une 5e saison en Normandie.
Le 29 octobre 2024, grâce à un doublé contre le FC Martigues qui porte à six son nombre de buts depuis le début de la saison, et à 70 buts toutes compétitions confondues depuis son arrivée au club, il devient le meilleur buteur de l’histoire du club, en dépassant les 69 buts de Cyrille Watier.
Il quitte le Stade Malherbe à l'issue de sa cinquième saison et rejoint le Montpellier HSC.

### Carrière internationale
Éligible pour jouer avec la sélection française ou bissaoguinéenne, il décide d'opter pour cette dernière. Le 4 novembre 2020, il est convoqué pour les éliminatoires de la CAN pour une double confrontation contre le Sénégal. Il dispute son premier match international le 11 novembre 2020 ou il entre en fin de partie (défaite 2-0).
En 2021, il fait le choix de privilégier son club à la sélection, de par la situation sportive du club et des quarantaines imposées alors à cause de l’épidémie de Covid-19, et n'est finalement pas convoqué à la CAN 2021. Deux ans plus tard, malgré ses performances en club, il n'est pas non plus convoqué à la CAN 2023, à la surprise des observateurs.

## Statistiques

### En club
| Saison                | Club                     | Championnat           | Championnat | Championnat | Championnat | Coupe nationale | Coupe nationale | Coupe nationale | Coupe de la Ligue | Coupe de la Ligue | Coupe de la Ligue | Compétition(s) continentale(s) | Compétition(s) continentale(s) | Compétition(s) continentale(s) | Compétition(s) continentale(s) | Total | Total | Total |
| Saison                | Club                     | Division              | M.          | B.          | P.d.        | M.              | B.              | P.d.            | M.                | B.                | P.d.              | Comp.                          | M.                             | B.                             | P.d.                           | M.    | B.    | P.d.  |
| 2013-2014             | OGC Nice                 | Ligue 1               | 0           | 0           | 0           | 0               | 0               | 0               | -                 | -                 | -                 | -                              | -                              | -                              | -                              | 0     | 0     | 0     |
| 2013-2014             | RC Strasbourg (prêt)     | National              | 13          | 6           | 1           | -               | -               | -               | -                 | -                 | -                 | -                              | -                              | -                              | -                              | 13    | 6     | 1     |
| 2014-2015             | Nîmes Olympique (prêt)   | Ligue 2               | 16          | 3           | 0           | 1               | 0               | 0               | -                 | -                 | -                 | -                              | -                              | -                              | -                              | 17    | 3     | 0     |
| 2015-2016             | OGC Nice                 | Ligue 1               | 18          | 1           | 0           | 1               | 1               | 0               | 2                 | 4                 | 0                 | -                              | -                              | -                              | -                              | 21    | 6     | 0     |
| 2016-2017             | EA Guingamp              | Ligue 1               | 22          | 3           | 0           | 4               | 3               | 0               | 3                 | 0                 | 0                 | -                              | -                              | -                              | -                              | 29    | 6     | 0     |
| 2017-2018             | Girondins de Bordeaux    | Ligue 1               | 16          | 4           | 0           | -               | -               | -               | -                 | -                 | -                 | C3                             | 2                              | 0                              | 0                              | 18    | 4     | 0     |
| 2018-2019             | EA Guingamp (prêt)       | Ligue 1               | 16          | 3           | 0           | 3               | 1               | 0               | 4                 | 1                 | 0                 | -                              | -                              | -                              | -                              | 23    | 5     | 0     |
| 2019-2020             | Stade brestois 29 (prêt) | Ligue 1               | 20          | 3           | 1           | 1               | 0               | 0               | 3                 | 0                 | 0                 | -                              | -                              | -                              | -                              | 24    | 3     | 1     |
| 2020-2021             | SM Caen                  | Ligue 2               | 30          | 4           | 2           | 2               | 1               | 0               | -                 | -                 | -                 | -                              | -                              | -                              | -                              | 32    | 5     | 2     |
| 2021-2022             | SM Caen                  | Ligue 2               | 32          | 16          | 1           | -               | -               | -               | -                 | -                 | -                 | -                              | -                              | -                              | -                              | 32    | 16    | 1     |
| 2022-2023             | SM Caen                  | Ligue 2               | 37          | 19          | 5           | 2               | 1               | 1               | -                 | -                 | -                 | -                              | -                              | -                              | -                              | 39    | 20    | 6     |
| 2023-2024             | SM Caen                  | Ligue 2               | 37          | 22          | 1           | 2               | 1               | 1               | -                 | -                 | -                 | -                              | -                              | -                              | -                              | 39    | 23    | 2     |
| 2024-2025             | SM Caen                  | Ligue 2               | 30          | 8           | 2           | 3               | 3               | 1               | -                 | -                 | -                 | -                              | -                              | -                              | -                              | 33    | 11    | 3     |
| Sous-total SM Caen    | Sous-total SM Caen       | Sous-total SM Caen    | 166         | 69          | 11          | 9               | 6               | 3               | -                 | -                 | -                 | -                              | -                              | -                              | -                              | 175   | 75    | 14    |
| 2025-2026             | Montpellier HSC          | Ligue 2               | 0           | 0           | 0           | 0               | 0               | 0               | -                 | -                 | -                 | -                              | -                              | -                              | -                              | 0     | 0     | 0     |
| Total sur la carrière | Total sur la carrière    | Total sur la carrière | 287         | 91          | 11          | 19              | 11              | 3               | 12                | 5                 | 0                 | -                              | 2                              | 0                              | 0                              | 320   | 107   | 14    |

### Liste des matches internationaux
|    | Date             | Lieu                                               | Adversaire | Résultats | Compétitions0                           |                                                                  |
| -- | ---------------- | -------------------------------------------------- | ---------- | --------- | --------------------------------------- | ---------------------------------------------------------------- |
| 1. | 11 novembre 2020 | Stade Lat-Dior, Dakar, Sénégal                     | Sénégal    | 2 - 0     | Qualification CAN 2021                  | Rentre en jeu à la 90+3e minute à la place de Piqueti.           |
| 2. | 15 novembre 2020 | Estádio 24 de Setembro, Bissau, Guinée-Bissau      | Sénégal    | 0 - 1     | Qualification CAN 2021                  | Rentre en jeu à la 81e minute à la place de Joseph Mendes.       |
| 3. | 7 septembre 2021 | Khartoum Stadium, Khartoum, Soudan                 | Soudan     | 2 - 4     | Éliminatoires de la Coupe du monde 2022 | Rentre en jeu à la 66e minute à la place de Frédéric Mendy.      |
| 4. | 6 octobre 2021   | Complexe Sportif Moulay Abdallah, Marrakech, Maroc | Maroc      | 5 - 0     | Éliminatoires de la Coupe du monde 2022 | Titulaire et remplacé par Joseph Mendes à la 70e minute de jeu.  |
| 5. | 9 octobre 2021   | Stade Mohamed V, Casablanca, Maroc                 | Maroc      | 0 - 3     | Éliminatoires de la Coupe du monde 2022 | Rentre en jeu à la 90+3e minute de jeu à la place de Jorginho.   |
| 6. | 12 novembre 2021 | Stade du 28 Septembre, Conakry, Guinée             | Guinée     | 0 - 0     | Éliminatoires de la Coupe du monde 2022 | Rentre en jeu à la 78e minute à la place de Joseph Mendes.       |
| 7. | 15 novembre 2021 | Estádio 24 de Setembro, Bissau, Guinée-Bissau      | Soudan     | 0 - 0     | Éliminatoires de la Coupe du monde 2022 | Titulaire et remplacé par Frédéric Mendy à la 81e minute de jeu. |

## Palmarès

### En club
EA Guingamp
- Coupe de la Ligue :
  - Finaliste :  2019

### Distinctions personnelles
- Meilleur buteur de la saison de Ligue 2 2023-2024 (22 buts).
  - Deuxième meilleur buteur de la saison de Ligue 2 2022-2023 (19 buts).
- Nommé dans l'équipe type de Ligue 2 aux Trophées UNFP 2024[26]
  - Joueur du mois UNFP de Ligue 2 en août 2021[27] et août 2023[28].